# Hans Benndorf
Hans Benndorf, född den 13 december 1870 i Zürich, död den 11 februari 1953 i Graz, var en österrikisk fysiker. Han var son till arkeologen Otto Benndorf och dotterson till fysiologen Rudolf Wagner. 
År 1895 förvärvade han doktorsgraden vid universitetet i Wien och blev därefter assistent till Franz-Serafin Exner. År 1904 blev han extra ordinarie professor i meteorologi vid universitetet i Graz. År 1910 efterträdde han Leopold Pfaundler som ordinarie professor i fysik, en post han behöll till sin påtvingade pensionering 1936. År 1945 återupptog han sina plikter som professor i Graz. 
År 1927 valdes han till ledamot av vetenskapsakademien i Wien och åren 1932 till 1934 var han universitetets rektor. Från 1924 arbetade han nära geofysikern Alfred Wegener, samtidigt som han upprätthöll yrkesmässiga band till fysikern Victor Franz Hess och klimatologen Victor Conrad livet igenom. Tillsammans med Hess publicerade han en studie om atmosfärisk elektricitet (1928).